# Особый корпус

Советский танк ИС-3 с сорванной башней

Подбитый тяжёлый танк ИС-3 у Будапештского кинотеатра «Корвин», 1956 год.

Будапешт. Убитый советский офицер.

Осо́бый ко́рпус — особое соединение Советской Армии ВС СССР, дислоцировавшееся на территории Венгрии с 1955 года по 1956 год (до образования Южной группы войск).

## История
После расформирования Центральной группы войск (ЦГВ) (в связи с нейтралитетом, принятым на себя правительством Австрии), в подчинении которой находились войска, дислоцированные в Венгрии (бывший союзник Третьего рейха), для руководства ими первоначально намечалось создать небольшое управление группы войск или отдельной армии. Наименования «Группа войск» и «Отдельная армия» для управления и формирования не понравились руководству Министерства обороны СССР. Могло сложиться впечатление, что группу вывели из Австрии и разместили в Венгрии, а управление отдельной механизированной армии уже имелось в Румынии.
Маршал Советского Союза Г. К. Жуков предложил именовать новое формирование Особым корпусом по аналогии с Особым корпусом советских войск в Монголии, которым он командовал в 1939 году.
В сентябре 1955 года такое формирование было создано. В состав Особого корпуса вошли четыре дивизии — две механизированные (2-я и 17-я гвардейские механизированные), две авиационные (195-я гвардейская истребительная авиационная дивизия, 177-я гвардейская бомбардировочная авиационная дивизия), 20-й понтонно-мостовой полк, зенитно-артиллерийские части, учреждения тыла и другие формирования.
Они дислоцировались в городах Дьер, Сомбатхей, Керменд, Кечкемет, Сольнок, Цеглед, Дебрецен, Папа, Текель, и других. В Будапеште размещались комендатура, политотдел специальных частей, госпиталь, управление торговли.
Управление корпуса находилось в городе Секешфехервар.
Особый корпус предназначался для прикрытия совместно с венгерскими частями границы с Австрией и обеспечения коммуникаций на случай выдвижения войск с территории страны.
Управление Особого корпуса по численности примерно соответствовало полевому управлению армии, но в его состав входили отдел и службы авиации, а также различные специальные и тыловые службы, обеспечивающие части и учреждения в Венгрии.
Особый корпус, через его командира, непосредственно подчинялся министру обороны СССР через Генеральный штаб.
В 1956 году формирования Особого корпуса использовались для наведения порядка в Венгрии (подавления венгерского мятежа).

## Руководство
- Командир Особого корпуса − генерал-лейтенант П. Н. Лащенко.
- Начальник штаба − генерал-майор Г. А. Щелбанин.
- Заместитель начальника штаба по разведке − полковник Е. И. Малашенко.

## Состав
Особый корпус включал следующие части и соединения:
- управление
- 2-я гвардейская механизированная Николаевско-Будапештская Краснознамённая, ордена Суворова дивизия:
  - 4-й гвардейский механизированный Краснознамённый полк;
  - 5-й гвардейский механизированный Волновахский ордена Суворова полк;
  - 6-й гвардейский механизированный полк;
  - 87-й гвардейский тяжёлый танко-самоходный Брестский полк;
  - 37-й гвардейский танковый Варненский полк;
  - 407-й гвардейский артиллерийский орденов Богдана Хмельницкого и Александра Невского полк;
  - 921-й артиллерийский полк;
  - 159-й зенитно-артиллерийский полк;
  - 33-й отдельный гвардейский миномётный дивизион;
  - 99-й отдельный гвардейский разведывательный батальон;
  - 67-й отдельный учебный танковый батальон;
  - 76-й отдельный гвардейский батальон связи;
  - 690-й отдельный автотранспортный батальон;
  - 56-й отдельный медико-санитарный батальон;
- 17-я гвардейская механизированная Енакиевско-Дунайская Краснознамённая ордена Суворова дивизия (штаб в городе Дьер):
  - 56-й гвардейский механизированный Венский полк;
  - 57-й гвардейский механизированный Дунайский орденов Суворова и Кутузова полк;
  - 58-й гвардейский механизированный Пражский Краснознамённый, ордена Суворова полк;
  - 27-й гвардейский тяжёлый танко-самоходный Ясский Краснознамённый орденов Суворова и Кутузова полк имени Наркомата среднего машиностроения;
  - 83-й гвардейский танковый полк;
  - 1160-й зенитно-артиллерийский полк;
  - 56-й учебный танковый батальон;
  - 42-й отдельный гвардейский сапёрный батальон;
  - 163-й гвардейский отдельный батальон связи;
- 195-я гвардейская истребительная авиационная Днепропетровская Краснознамённая, ордена Богдана Хмельницкого дивизия:
  - 1-й гвардейский истребительный авиационный Красногвардейский ордена Ленина, Краснознамённый, ордена Кутузова полк (МиГ-15бис; Веспрем);
  - 5-й гвардейский истребительный авиационный Берлинский Краснознамённый, ордена Богдана Хмельницкого полк (МиГ-17Ф, ПФ, 19; Папа);
  - 106-й гвардейский истребительный авиационный Висленский орденов Кутузова и Александра Невского полк (МиГ-17 Ф, ПФ; Папа);
- 177-я гвардейская бомбардировочная авиационная Черкасская Краснознамённая, ордена Суворова дивизия:[3]
  - 674-й гвардейский бомбардировочный авиационный Висленский Краснознамённый полк (Ил-28, Дебрецен);
  - 727-й гвардейский бомбардировочный авиационный Черкасский ордена Богдана Хмельницкого полк (Ил-28, Текель);
  - 880-й гвардейский бомбардировочный авиационный Висленский Краснознаменный полк (Ил-28, Дебрецен);
- 20-й понтонно-мостовой полк;
- 66-й отдельный зенитно-артиллерийский дивизион.
- и другие.